# Manuel Jesús Maderal Villa
Manuel Jesús Maderal Villa (Algesires, 19 de setembre de 1966) és un exfutbolista andalús, que ocupava la posició de davanter. Va ser internacional sub-21 per la selecció espanyola.

## Trajectòria
Després de destacar al club de la seua ciutat natal, l'Algesires, el 1984 marxa al Cadis CF, amb qui eixa temporada puja a primera divisió. Villa seria el davanter titular dels gaditans a la segona meitat de la dècada dels 80. Entre 1985 i 1989 va jugar 123 partits i va marcar 17 gols amb el Cádiz a la màxima categoria.
L'estiu de 1989 fitxa pel CD Málaga, amb qui baixa a Segona Divisió. Romandria dos temporades més al club andalús en la categoria d'argent abans de recalar a l'Atlético Marbella, i un any després, retorna a la primera divisió a les files de la UE Lleida. Però, tan sols juga dos partits amb els catalans a la temporada 93/94.
Abans de retirar-se el 1995, va militar un any al Córdoba CF a Segona B.